# ایگور فرانستیچ
ایگور فرانستیچ (انگلیسی: Igor Francetić؛ زادهٔ ۲۱ آوریل ۱۹۷۷) ورزشکار روئینگ اهل کرواسی است.
وی در مسابقات کشوری و بین‌المللی در مجموع برندهٔ ۱ مدال برنز شده‌است.